# Donja Slatina (Vitina)
Pour les articles homonymes, voir Donja Slatina.
Sllatinë e Poshtme en albanais et Donja Slatina en serbe latin (en serbe cyrillique : Доња Слатина) est une localité du Kosovo située dans la commune/municipalité de Viti/Vitina, district de Gjilan/Gnjilane (Kosovo) ou district de Kosovo-Pomoravlje (Serbie). Selon le recensement kosovar de 2011, elle compte 1 177 habitants, dont une majorité d'Albanais.

## Démographie

### Évolution historique de la population dans la localité
| 1948 | 1953 | 1961 | 1971 | 1981 | 1991  | 2011  |
| ---- | ---- | ---- | ---- | ---- | ----- | ----- |
| 434  | 501  | 611  | 704  | 884  | 1 042 | 1 177 |

|  |